# Wandregisel
Wandregisel (* vor 600 bei Verdun; † wahrscheinlich 668 in der Abtei Saint-Wandrille, in der Normandie) war ein Klostergründer und Missionar im 7. Jahrhundert und ist ein Heiliger der römisch-katholischen Kirche. Er ist vor allem unter der französischen Namensform Saint-Wandrille bekannt.

## Biographie
Wandregisel stammte aus einer vornehmen Familie und war möglicherweise mit dem Stammvater der Karolinger Arnulf von Metz verwandt. Als junger Mann war er verheiratet, jedoch entschlossen sich die Ehepartner kurz nach der Hochzeit, in ein Kloster einzutreten, und lösten die Ehe einvernehmlich. Zunächst wirkte er in hoher Stellung am Hofe des Merowingerkönigs Dagobert I., der ihn auch nach seinem Eintritt in ein Kloster noch für seinen Hof zurückgewinnen wollte. Um das Jahr 630 wurde er Mönch, zuerst in Montfaucon (bei Verdun), dann in der Abtei Bobbio und später in Romainmôtier. Auf dem Weg von Montfaucon nach Bobbio (Italien) gründete er am Grab des Ursicinus am Ufer des Doubs das Kloster Saint-Ursanne. Ein Aufenthalt in der Stadt Rom wird nur in der zweiten Lebensbeschreibung (9. Jahrhundert) erwähnt.
Um etwa 645 begegnete er in Rouen Bischof Audoin und empfing von ihm die Priesterweihe. Daraufhin blieb Wandregisel in Nordfrankreich. Auch die Gründung der Abtei Fontenelle durch Wandregisel (heute Saint-Wandrille) (um 649) geht auf diese Zeit zurück. Der neustrische Hausmeier Erchinoald schenkte ihm dort ein Stück Land. Danach war er als der erste Abt des Klosters tätig. Er kümmerte sich vor allem um den Ausbau des Klosters und konnte der Abtei viele Schenkungen sichern.

## Verehrung
Sein Gedenktag ist der 22. Juli, im Bistum Lausanne-Genf-Freiburg der 14. Juli. In der Abtei von Saint Wandrille wird zusätzlich der 31. Januar als Tag der Erhebung seiner Gebeine begangen.
Seine Reliquien wurden bereits im Jahr 704 innerhalb der Abtei umgebettet. Wegen der Bedrohung durch die Normannen fanden daraufhin viele Reliquienbewegungen statt. 886 gelangten sie nach Gent (Belgien), 1047 und 1062 wurden Teile der Gebeine in die Abtei Saint-Wandrille zurückgeholt. Das Schädelfragment wurde allerdings nach Namur gebracht, wo man es 1877 wiederentdeckte. Dieses wurde 1883 in die Abtei Maredsous bei Brogne gebracht.
Seit 1969 ruht das Schädelfragment wieder in der Kirche der neugegründeten Benediktinerabtei Saint Wandrille, dessen Schutzpatron Wandregisel auch ist.